# Manfred Schunck
Manfred Schunck (Eupen, 19 settembre 1941) è un politico belga del Partito Cristiano Sociale, presidente del Parlamento della Comunità germanofona del Belgio dal 1994 al 1999.
Di professione farmacista, ha studiato presso la Katholieke Universiteit Leuven laureandosi nel 1963. È stato inoltre docente di gestione farmaceutica presso la facoltà di medicina dell'Katholieke Universiteit Leuven a Woluwe-Saint-Lambert.
La sua attività politica iniziò quando entrò a far parte del consiglio comunale di Eupen, ruolo che ricoprì fino al 2006. Il 20 settembre 1994 subentrò a Mathieu Grosch come presidente del Parlamento della Comunità germanofona del Belgio, carica che mantenne fino al 1º agosto 1994.